# Macondo
Macondo est un village fictif, théâtre du déroulement du roman Cent Ans de solitude de Gabriel García Márquez. C'est, dans ce roman, le village de la famille Buendía. Il est librement inspiré du village d'Aracataca.

## Description
Comme le comté fictif de Yoknapatawpha chez William Faulkner ou le  Wessex (en) de Thomas Hardy, Gabriel García Márquez reprend, dans plusieurs de ses œuvres, le village imaginaire de Macondo (inspiré de sa ville natale Aracataca) comme lieu d'action même si pour lui, « Macondo n'est pas tant un lieu qu'un état d'esprit ». Cette ville fictive est devenue célèbre dans le monde de la littérature, et comme le note Ilan Stavans, « sa géographie et ses habitants sont évoqués fréquemment par des professeurs et des hommes politiques », à tel point qu'il est « difficile d'imaginer que cette ville ait été fabriquée à partir de rien ». Dans Des feuilles dans la bourrasque, García Márquez décrit de façon réaliste la période du « boom de la banane » à Macondo, caractérisée par une grande abondance pendant la période où les compagnies américaines sont présentes, suivie d'une période de dépression après le départ de ces dernières. L'histoire de Macondo est racontée entièrement dans Cent Ans de solitude, roman qui se déroule entièrement à Macondo et raconte toute l'histoire de cette ville imaginaire depuis sa fondation jusqu'à sa fin tragique. Dans son autobiographie, García Márquez explique sa fascination pour Macondo, en réalité lieu-symbole de l'origine et de la vocation artistique. Il décrit un voyage qu'il a fait avec sa mère pour revenir à Aracataca dans sa jeunesse :

« Le train s'arrêta à une gare sans nom, et quelques instants plus tard il passa devant la seule plantation bananière le long de la voie qui portât le panneau indiquant son nom : Macondo. Ce mot avait attiré mon attention dès les premiers voyages que j'avais faits avec mon grand-père, mais je n'ai découvert, qu'une fois adulte, que j'aimais ses résonances poétiques. Je n'avais jamais entendu qui que ce soit prononcer ce mot, et je ne me suis même pas demandé s'il avait un sens... J'ai fini par lire dans une encyclopédie que c'est un arbre tropical qui ressemble à un kapokier. »